# Теудеберт (Бавария)
Теудеберт или Теодо III (на немски: Theudebert; Theodebert/Theotpert; Theodo III; * 685; † 716) от династията на Агилолфингите, e от 711 до 716 херцог на Бавария заедно с баща си Теодо II и братята си Гримоалд II, Тасило II и Теобалд.

## Живот
Син е на херцог Теодо II и Фолхайд. От 702 г. е херцог на Залцбург. През 711 г. баща му се разболява и му дава управлението до оздравяването му и нападението на аварите. След това баща му разпределя херцогството между синовете си. През 712 г. Теудеберт получава Залцбург.
Теудеберт помага през 711/712 г. на лангобардския крал Анспранд да получи обратно трона.

## Фамилия
Жени се за Регинтруда. Те имат децата:
- Хугберт, единствен внук на Теодо II, който поема херцогството след смъртта на Гримоалд през 725 г.
- Гунтруд, съпруга на лангобардския крал Лиутпранд.